# Cryptocladocera pichilinguensis
Cryptocladocera pichilinguensis är en tvåvingeart som beskrevs av Arnaud 1963. Cryptocladocera pichilinguensis ingår i släktet Cryptocladocera och familjen parasitflugor.
Artens utbredningsområde är Ecuador. Inga underarter finns listade i Catalogue of Life.